# 하이 스쿨 뮤지컬: 뮤지컬: 시리즈
《하이 스쿨 뮤지컬: 뮤지컬: 시리즈》(영어: High School Musical: The Musical: The Series)는 디즈니+에서 2019년 11월 8일부터 2023년 8월 9일까지 방영한 미국의 모큐멘터리 뮤지컬 드라마이다.

## 출연진
- 올리비아 로드리고
- 조슈아 배싯
- 소피아 와일리
- 래리 새퍼스틴